# 佐竹直太郎
佐竹 直太郎（さたけ なおたろう、1871年6月12日（明治4年4月25日） - 1946年（昭和21年）12月27日）は、日本の政治家。衆議院議員（2期）。

## 経歴
岐阜県郡上郡、後の西和良村（現郡上市）出身。1891年、岐阜中学校(現・岐阜県立岐阜高等学校)卒。農業を営む。高田町議、養老郡議、岐阜県議、同参事会員、同副議長、同議長、所得調査委員、高田町助役、養老郡農会議員、地方森林会議員、土地収用審査委員、真利銀行、西濃貯蓄銀行、養老遊園各(株)取締役となる。
1928年の第16回衆議院議員総選挙において岐阜2区から立憲政友会公認で立候補して初当選。1930年の第17回衆議院議員総選挙で落選。1932年の第18回衆議院議員総選挙で復帰。1936年の第19回衆議院議員総選挙で落選した。1946年死去。